# Haparanda község
Haparanda község (svédül: Haparanda kommun) Svédország 290 községének egyike. 
A mai község 1971-ben jött létre.

## Települései
A községben 16 település található:
| Település  | Népesség | Megjegyzés         |
| ---------- | -------- | ------------------ |
| Haparanda  |          | a község székhelye |
| Marielund  |          |                    |
| Seskarö    |          |                    |
| Nikkala    |          |                    |
| Karungi    |          |                    |
| Salmis     |          |                    |
| Särvis     |          |                    |
| Purra      |          |                    |
| Mattila    |          |                    |
| Vuono      |          |                    |
| Vojakkala  |          |                    |
| Kukkola    |          |                    |
| Keräsjoki  |          |                    |
| Lappträsk  |          |                    |
| Vittikko   |          |                    |
| Parviainen |          |                    |

## Külső hivatkozások
- Hivatalos honlap